# Werner Marti (Schriftsteller)
Werner Marti (* 5. September 1920 in Vogelsang bei Rapperswil BE; † 9. November 2013 in Biel) war ein Schweizer Schriftsteller und Mundartforscher des Berndeutschen.

## Leben
Marti wuchs auf einem Bauernhof auf. 1940 erwarb er sein Lehrerpatent am Lehrerseminar Hofwil. Von 1945 bis 1966 arbeitete er als Primarlehrer im Rapperswiler Ortsteil Seewil. 1959 legte er die eidgenössische Matura ab und studierte anschliessend nebenberuflich Germanistik, Anglistik und Volkskunde an der Universität Bern, wo er 1966 promoviert wurde. Anschliessend arbeitete er bis zu seiner Pensionierung als Seminarlehrer in Biel, mit einem einjährigen Unterbruch für die Arbeit an seiner Berndeutsch-Grammatik. 1995 erhielt er den Buchpreis des Kantons Bern für Niklaus und Anna.
Am 25. September 2010 wurde Werner Marti für seine Verdienste um den Verein und um die Mundart zum Ehrenmitglied des Vereins Schweizerdeutsch ernannt. Er nahm selbst an der Veranstaltung teil und bedankte sich in einer kurzen Rede für die Ehrung.

## Werke
- Wäärche – Schaffe. Ein Wortfeldkomplex in der Sprache des bernischen Seelandes (= Diss. Bern 1966). Haupt, Bern 1968.
- Bärndütschi Schrybwys. Ein Wegweiser zum Aufschreiben in berndeutscher Sprache. Francke, Bern 1972; 2. Auflage 1985, ISBN 3-305-00074-0.
- Berndeutsch-Grammatik für die heutige Mundart zwischen Thun und Jura. Francke, Bern 1985, ISBN 3-305-00073-2.
- Ds Johr uus. Gschichte, Begägnige, Wörter. Us de Bärndütsch-Kolumne im Bieler Tagblatt vo de Johr 1986 bis 1988. Gassmann, Biel 1989.
- Resli. Eine Erzählung aus dem Berner Oberland. Staatlicher Lehrmittelverlag, Bern 1989.
- Niklaus und Anna. Mundartroman nach Dokumänt us der Zyt vo 1798 bis 1819. Zytglogge, Gümligen 1995, ISBN 3-7296-0509-7.
- Dä nid weis, was Liebi heisst. Bärndütsche Roman us der Zyt vorem Erschte Wältchrieg. Zytglogge, Gümligen 2001, ISBN 3-7296-0622-0.
- Chlepfe uf der Geisle. Gschichte vo mir u vo angerne. Zytglogge, Oberhofen 2005, ISBN 3-7296-0696-4.